# セイクリッド・ハート
『セイクリッド・ハート』（Sacred Heart）は、1989年にリリースされたシェイクスピアズ・シスターの1枚目のスタジオ・アルバムである。

## 概要
- アルバムの制作中にデュオになった経緯があるため、「ブレイク・マイ・ハート」と「ヒロイン」はファーイ一人でのシェイクスピアズ・シスターとなっている。

## 収録曲
1. ヒロイン (Heroine)
2. ラン・サイレント (Run Silent)
3. ダーティー・マインド (Dirty Mind)
4. セイクリッド・ハート (Sacred Heart)
5. ヘブン・イズ・イン・ユア・アームス　(Heaven is in Your Arms)
6. ツイスト・ザ・ナイフ (Twist the Knife)
7. ユー・アー・ヒストリー (You're History)
8. ブレイク・マイ・ハート (Break My Heart)
9. レッド・ロケット (Red Rocket)
10. エレクトリック・ムーン (Electric Moon)
11. プリミティブ・ラブ (Primitive Love)
12. クッド・ユー・ビー・ラブド (Could You Be Loved)
13. ユー・メイド・ミー・カム・トゥ・ジス (You Made Me Come to This)